# Ottis Anderson
Ottis Jerome „O. J.“ Anderson (* 19. Januar 1957 in West Palm Beach, Florida) ist ein ehemaliger US-amerikanischer American-Football-Spieler auf der Position des Runningbacks. Er spielte an der University of Miami College Football und wurde im NFL Draft 1979 in der ersten Runde von den St. Louis Cardinals gedraftet.
Anderson gewann mit den New York Giants zwei Mal den Super Bowl. Für seine Leistungen im Super Bowl XXV wurde er zum Super Bowl MVP gewählt.
Zurzeit ist er bei den Cardinals Rekordhalter bei den Läufen, erlaufenen Touchdowns und Yards (Stand: Juni 2025).

## Footballkarriere

### College
Ottis Anderson spielte von 1975 bis 1978 College Football an der University of Miami. Während dieser Zeit brach er den Karriere-Rushing-Record von Chuck Foreman und wurde der erste Spieler des Colleges, der mit 1.266 Yards in seinem Senior Year, in einem Jahr mehr als 1.000 Yards erlief. Insgesamt konnte er in seiner Collegezeit 3.331 Yards erlaufen und war bis 2014 all-time-rushing-leader des Colleges.

### NFL
Anderson wurde im NFL Draft von 1979 in der 1. Runde an achter Stelle von den St. Louis Cardinals ausgewählt. Mit 193 erlaufenen Yards hatte er gegen die Dallas Cowboys eines der größten Debütspiele in der NFL-Geschichte. Mit dieser Leistung lag er nur einen Yard hinter Alan Ameches NFL-Rekord bei Debütspielen. Ameche lief 1955 bei den Baltimore Colts für 194 Yards in seinem ersten Spiel. Seine Saisonleistung von 1.605 Rushing-Yards waren einer der Hoffnungsschimmer während der 1979er-Saison der Cardinals, die sie mit 5-11 beendeten und der Grund für die Ernennung zum NFL Offensive Rookie of the Year.
Bis auf die Saison 1982 lief Anderson in den nächsten Jahren jeweils über 1.000 Yards. 1982 wurden auf Grund eines Streikes der Spieler nur neun anstatt 16 Spiele gespielt. Bei 587 erlaufenen Yards in acht Spielen, wären jedoch 1.000 Yards über die vollen 16 Spiele wahrscheinlich gewesen. 1982 erreichten die Cardinals zum ersten Mal seit 1975 und bis 1998 auch letzten Mal wieder die Play-offs. Im einzigen Play-off-Spiel gegen die Green Bay Packers lief Anderson 58 Yards bei acht Läufen.
Durch Verletzungsprobleme verringerte sich seine Spielzeit und seine Explosivität als Tailback. Nach und nach etablierte sich daraufhin Stump Mitchell als Toprunningback der Cards, wodurch Anderson verzichtbar und Mitte der Saison 1986 für zwei ungenannte Draftpicks zu den New York Giants getauscht wurde. Dort war klar, dass er für kurze Laufsituationen auf dem Feld und kurzen Läufe an der Goalline gebraucht wird. In den Play-offs 1986 lief er zwar nur für sechs Yards bei sieben Läufen, konnte aber einen Touchdown im Super Bowl XXI gegen die Denver Broncos erlaufen.
In seinen ersten 2,5 Jahren bei den Giants hat Anderson nie den Ball gefumbelt. 1989 wurde er der Toprunningback in Bill Parcells Ball-kontrollierender Offense und zum NFL Comeback Player of the Year ernannt. In dem Jahr erlief er mit 14 Touchdowns seinen Saisonbestwert und erlief 1.023 Yards bei 325 Läufen. Auch im folgenden Jahr war er der Toprunningback der Giants und konnte mit der Mannschaft den Super Bowl XXV gegen die Buffalo Bills mit 20:19 gewinnen. Nach dem Spiel wurde er mit der Pete Rozelle Trophy, die nach dem Spiel erstmals vergeben wurde und nach dem ehemaligen NFL-Commissioner Pete Rozelle benannt ist, zum Super Bowl MVP gewählt (102 Yards Raumgewinn, 21 Läufe, ein Touchdown). Auffällig war, dass trotz des engen Ergebnisses die Giants mehr als doppelt so viel Ballbesitz hatten als die Bills. Ein Grund dafür war, dass die Giants durch ihr starkes Laufspiel („Smashmouth Offense“) lange Angriffsserien fahren konnten und dem Gegner dadurch wenig Chancen auf Ballbesitz gaben. Aufgrund des starken Laufspiel war es der erste Super Bowl, bei dem kein Team einen Turnover verursachte.
Nachdem er 1991 von Rodney Hampton als Toprunningback abgelöst wurde, beendete Anderson nach der Saison 1992 seine Karriere. Während seiner Zeit bei den Giants fumbelte er den Ball bei 739 Kontakten nur drei mal.
Bei seinem Rücktritt lag er in der Bestenliste an siebter Stelle bei den erlaufenen Touchdowns und an achter Stelle bei den erlaufenen Yards. Zurzeit ist er einer von 32 Runningbacks, die in ihrer Karriere mehr als 10.000 Yards erlaufen haben.

## Nach der Spielerlaufbahn
Das Ende von Andersons 14-jähriger Footballkarriere markierte den Anfang seiner Karriere als Unternehmer und als Motivationstrainer. Zudem ist er in mehreren großen lokalen und nationalen Radio- und Fernsehshows aufgetreten.